# Van Gogh Café Opera Musical
Van Gogh Café Opera Musical è un musical scritto e diretto da Andrea Ortis e produzione della MIC International Company .

## Trama
Van Gogh Café Opera Musical è ambientata in un café chantant parigino, un tempo famoso ma ora in declino.
Il caffè è momentaneamente chiuso al pubblico in attesa del debutto serale. All'interno del locale i membri dello staff e gli artisti si dedicano ai preparativi, assorti nelle proprie mansioni e inquietudini, immersi in un clima di reciproca indifferenza o diffidenza. In questo contesto, fa il suo ingresso M. Louis Philippe, un colto antiquario che porta con sé un libro contenente la raccolta delle lettere originali scambiate tra Vincent Van Gogh e suo fratello Theo. Avvalendosi della lettura di questi scritti, Louis Philippe racconta ai presenti la tormentata esistenza di Van Gogh. La narrazione inizia a influenzare le persone presenti nel locale che nelle vicende del pittore identificano se stessi, le proprie fragilità, aspirazioni e desideri sviluppando una maggiore consapevolezza della propria condizione e rivalutando la possibilità di realizzare i propri sogni o modificare scelte di vita.

## Allestimento
L'allestimento utilizza animazioni 3D per dare vita alle opere di Van Gogh, consentendo al pubblico di immergersi in scenari iconici come la Notte stellata, il Campo di grano con volo di corvi, i Girasoli, i Mangiatori di patate, La Casa gialla e gli Autoritratti. I video, curati da Virginio Levrio, creano un'atmosfera in cui arte e realtà si intrecciano, offrendo un’esperienza multisensoriale che combina elementi visivi, musicali, coreografici e vocali grazie a un linguaggio espressivo dinamico. Contribuiscono a coinvolgere il pubblico anche le musiche dal vivo tratte dalle melodie della tradizione musicale francese, richiamando lo stile e l'eredità artistica di celebri interpreti come Edith Piaf, Charles Aznavour, Mireille Mathieu e Yves Montand.

## Cast

### Cast 2018 - 2020
- M. Louis Philippe - Andrea Ortis
- Madame Odile - Sabrina Marciano
- Mademoiselle Aline - Roberta Miolla
- Luc - Giulio Marroncelli
- Vanille - Veronica Lepri
- Eugenie - Lavinia Scott
- Camille - Federica Scaramella
- Juliette - Erika Poletto

### Cast 2022 - 2023
- M. Louis Philippe - Andrea Ortis
- Madame Odile - Floriana Monici
- Mademoiselle Aline - Chiara di Loreto
- Luc - Giulio Marroncelli
- Vanille - Rebecca Erroi
- Eugenie - Lavinia Scott
- Camille - Lucrezia Zizzo
- Juliette - Lara Ferrari

### Cast 2024 - 2025
- M. Louis Philippe - Andrea Ortis
- Madame Odile - Floriana Monici
- Mademoiselle Aline - Chiara di Loreto
- Luc - Raffele Ficiur
- Vanille - Rebecca Erroi
- Eugenie - Serena Pomer
- Camille - Federica de Riggi
- Juliette - Lara Ferrari
- Sophie - Giulia Maffei
- Olivier - Antonello Capuano
- Henri - Marco Molino
- Gregor - Lorenzo Mastrogiuseppe
- Jacques - Leonardo Mazzarotto
- Pierre - Andrea Salvadè

## Analisi critica
- "È uno spettacolo felicemente intriso dell’animo inquieto, nostalgico e inguaribilmente solitario di Vincent ma è allo stesso modo pervaso di speranza e desiderio, impastato dello stesso colore del suo creatore, spesso e materico, muscolare, carnale nel suo insofferente, ansioso e travagliato desiderio di vivere."[4]
- "Un cast artistico perfetto, davvero efficace nel trasporre pene, gioie e complicazioni professionali e personali/amorose dei personaggi trasposti sul palco ... facendo sì che il folto pubblico convenuto riuscisse ad assaporare tutti quei profumi, fatiche, emozioni e visioni di una Parigi al massimo del suo splendore artistico, che faceva eco in tutta l’Europa di metà ‘800,[5]
- La commedia musicale coinvolge e prende per mano lo spettatore, accompagnandolo nella vita di Vincent Van Gogh, che ancora vibra tra le pennellate lasciate sulle sue celebri tele.[6]
- “Van Gogh Café” è anime intrecciate, tempi saldati e sovrapposti, binari paralleli, forme espressive molteplici che allargano lo spazio del racconto dando il respiro che il pittore chiede. Pochi contorni netti e pochissimi limiti definiti e dettagliati, “Van Gogh Café” è uno spettacolo felicemente intriso dell’animo inquieto, nostalgico e inguaribilmente solitario di Vincent, ma allo stesso modo pervaso di speranza e desiderio, impastato dello stesso colore del suo creatore, spesso e materico, muscolare, carnale nel suo insofferente, ansioso e travagliato mal di vivere.[7]